# Agrilus
| | |
| Bild 1: Agrilus biguttatus; Doppelter Seitenrand des Halsschildes; die dazwischen liegende Fläche erscheint hier durch die Beleuchtung etwas heller      | Bild 2: Agrilus biguttatus rechte Hälfte eingefärbt grün: Kinnfortsatz der Vorderbrust orange: Prosternalfortsatz blau: Mittelbrust ocker: Hinterbrust |
| | |
| Bild 3: Agrilus ater. grün: Hinterhüften außen erweitert orange: Doppelter Seitenrand des Halsschildes ocker: Kiel auf dem Hinterwinkel des Halsschildes | |
| | |
| Bild 4: Larve, nach Reitter | |
| | |
| Bild 5: Puppe von Agrilus planipennis, links Rückenansicht, recht Bauchansicht                                                                           | |

Agrilus ist eine Gattung von Käfern aus der Familie der Prachtkäfer (Buprestidae). Sie ist mit ca. 3.000 Arten die größte Gattung der Unterfamilie der Agrilinae und sogar die größte Gattung im gesamten Tierreich. Bei Freude-Harde-Lohse werden für Mitteleuropa 39 Arten aufgezählt, die Fauna Europaea führt etwa hundert Arten.
Erscheinungsbild und Lebensweise der einzelnen Arten unterscheiden sich erheblich. Die folgenden Aussagen beziehen sich auf die mitteleuropäischen Arten der Gattung.
Die meisten Arten der Gattung  sind  gemäß Bundesartenschutzverordnung gesetzlich besonders geschützt. Ausnahmen bilden der Agrilus biguttatus und Agrilus viridis. Der Birkenprachtkäfer Agrilus anxius ist in der EU als meldepflichtiger Quarantäneschaderreger klassifiziert.

## Bemerkungen zum Namen
Die Gattung Agrilus wurde von dem  Engländer Curtis 1825 aufgestellt. Er charakterisiert sie hauptsächlich durch den Bau der Fühler und der Mundwerkzeuge. Für die Beschreibung des übrigen Körpers verwendet er eine andere Schriftart. Den Namen übernimmt er von Megerle. Die Namen von Megerle werden jedoch mit wenigen Ausnahmen nicht anerkannt.
Die Erklärung des Gattungsnamens Agrīlus ist unsicher. Schenkling versieht seine Erklärung  (von altgriechisch άγρα ágra, Jagd, Beute, und είλω  ēīlo, sich versammeln) mit einem Fragezeichen. Ein Bezug zu Eigenschaften der Arten der Gattung ist nicht erkennbar.

## Merkmale der Gattung
Die Gattung Agrilus zeigt die morphologischen Eigenschaften der Prachtkäfer. Der letzte Abschnitt der Beine, die Tarsen, sind fünfgliedrig (Tarsenformel 5-5-5). Dabei ist bei Agrilus das erste Hintertarsenglied mindestens so groß die die folgenden drei Tarsenglieder zusammen. Die Krallen am letzten Tarsenglied besitzen an der Basis einen Zahn, der bei den Weibchen kurz, breit und stumpf ist. Bei den Männchen werden die Zähne der Klauen zur Einteilung in verschiedene Klauentypen verwendet.
Die Vorderhüfthöhlen sind hinten nicht geschlossen, die Vorderhüften (Praecoxa) sind kugelig und durch einen Fortsatz der Vorderbrust (Prosternalfortsatz) breit voneinander getrennt. Bei Agrilus ist dieser Fortsatz spitz ausgezogen, überbrückt die Mittelbrust bis zu deren Hinterkante, sodass sie in zwei Hälften getrennt erscheint (Bild 2).
Die Hinterhüften (Metacoxa) schließen an die Hinterbrust (Metasternum) an und sind zur teilweisen Aufnahme der Hinterschenkel (Metatibia) ausgehöhlt. Nach außen sind die Metacoxen bei Agrilus stark verbreitert (Bild 2).
Von den fünf Abschnitten auf der Unterseite des Hinterleibs (Sternit) sind die ersten beiden verwachsen und bilden bei Agrilus den breitesten und längsten sichtbaren Hinterleibsabschnitt. Die folgenden Sternite verschmälern sich geradlinig, das letzte ist in Form eines Kreisausschnittes abgerundet und weist eine Randfurche auf.
Der Kopf ist kurz, von oben gesehen mehr als doppelt so breit wie lang. Die Augen sitzen seitlich, ihr Hinterrand verläuft parallel und in kleinem Abstand zum Halsschild. Die elfgliedrigen Fühler sind etwa auf der Höhe des Augenunterrandes eingelenkt. Zumindest die mittleren Glieder sind gesägt.
Seitlich am Halsschildes verläuft unter dem eigentlichen Seitenrand eine kielartige Erhöhung, die am Hinterwinkel oder erst weiter vorn am Seitenrand entspringt. Dieser Kiel verläuft wie der Seitenrand bis zum Vorderrand des Halsschildes, wobei der Abstand zwischen Rand und Kiel sich vergrößert (doppelter Seitenrand des Halsschildes, Bild 1). Oberhalb des Seitenrandes verläuft neben dem Hinterwinkel meist ein weiterer Kiel (Bild 3). Die Basis des Halsschildes ist vor beiden Flügeldecken und vor dem Schildchen ausgerandet.
Das Schildchen ist groß und besitzt fast immer einen Querkiel. Die Flügeldecken lassen seitlich einen Teil des Hinterleibs unbedeckt. Sie verlaufen von den Schultern anfangs parallel bis nach innen geschwungen nach hinten, dann geradlinig verschmälert. Der Abschluss ist bei den verschiedenen Arten verschieden. Häufig sind die Flügeldecken hinten einzeln verrundet und gezähnt.

## Differenzierende Merkmale für die Arten
Für die Bestimmung der zahlreichen Arten ist die Färbung von untergeordneter Bedeutung. Sie ist immer metallisch grün, blau oder violett und variiert innerhalb der Arten stark. Unter den mitteleuropäischen Arten gibt es drei, die weiße Flecken auf den Flügeldecken besitzen. Diese werden durch Felder dicht stehender weißer Haare hervorgerufen.
Die Form des Vorderbrustfortsatzes zwischen den Vorderhüften, die Höhe der Einlenkung der Fühler bezüglich der Augenunterrand, die Form der Rinne des letzten Sternits, der Abschluss der Flügeldecken und die Form des Abschlusses der Vorderbrust zum Kopf hin sind wichtige Bestimmungsmerkmale.
Die Ausformung des Zahns an den Krallen werden bei den Männchen zur Bestimmung herangezogen.
In der Fauna Germanica werden die Arten der Gattung als schwierig und nur mit großer Aufmerksamkeit zu unterscheiden charakterisiert.

## Biologie
Die Larven (Bild 4) entwickeln sich in allen Arten von zweikeimblättrigen Pflanzen (Bäume, Sträucher, Gräser) und in all ihren Teilen (Wurzeln, Wurzelstöcke, Stämme, Äste). Die Larven der europäischen Gattungen leben sowohl in als auch unter der Rinde von lebenden Pflanzen. Die gelegten Eier werden von den Käfern mit einem Sekret überzogen, um das Austrocknen zu verhindern. Die Käfer sind wirtsspezifisch. Deswegen kann es bei vielen Arten in Forst- und Landwirtschaft zu Massenvorkommen und Schädigung der Wirtspflanze kommen. Ob verschiedenen Fraßpflanzen immer verschiedene morphologische Formen entsprechen und ob es sich dabei um Arten oder nur um Rassen handelt, ist teilweise noch ungeklärt.
Die Käfer findet man auf den Pflanzen, auf denen die Eier abgelegt werden, häufig gesellig. Von hier erklärt sich vielleicht auch der wissenschaftliche Name ((gr.) agrios „ländlich“, ile „Schar“).

## Systematik
Die Gattung Agrilus  enthält etwa 3.000 Arten und ist damit die größte Gattung der Unterfamilie der Agrilinae und sogar die größte Gattung im gesamten Tierreich. In Europa ist sie mit etwa 100 Arten vertreten:.
- Agrilus acutus
- Agrilus alazon
- Agrilus albogularis
- Agrilus andresi
- Schlanker Prachtkäfer (Agrilus angustulus)
- Birkenprachtkäfer (Agrilus anxius)
- Agrilus asiaticus
- Pappelprachtkäfer (Agrilus ater)
- Agrilus aurichalceus
- Kleiner Lindenprachtkäfer (Agrilus auricollis)
- Agrilus australasiae
- Agrilus beauprei moriguesi
- Zweipunktiger Eichenprachtkäfer (Agrilus biguttatus)
- Agrilus bilineatus
- Agrilus bonvouloiri
- Agrilus chrysostictus
- Umrandeter Schmalprachtkäfer (Agrilus cinctus)
- Agrilus continuatus
- Agrilus convexicollis
- Schmaler Brombeer-Prachtkäfer Agrilus cuprescens
- Kurzer Schmalprachtkäfer (Agrilus curtulus)
- Agrilus cyaneoniger
- Agrilus cyanescens
- Agrilus cytisi
- Blauer Schmalprachtkäfer (Agrilus delphinensis)
- Weinreben-Prachtkäfer oder Starkbehaarter Schmalprachtkäfer (Agrilus derasofasciatus)
- Agrilis desertus
- Agrilus detractus
- Agrilus discalis
- Agrilus dualis relegatus
- Agrilus elegans
- Agrilus fortunatus
- Agrilus furcillatus
- Agrilus gestroi
- Agrilus giglii
- Haarstirniger Schmalprachtkäfer (Agrilus graminis)
- Agrilus grandis
- Agrilus granulatus
- Guerins Schmalprachtkäfer (Agrilus guerini)
- Agrilus hastulatus
- Agrilus hastulifer
- Agrilus hattorii
- Johanniskraut-Schmalprachtkäfer (Agrilus hyperici)
- Agrilus imitans
- Agrilus impexus
- Seidelbast-Prachtkäfer (Agrilus integerrimus)
- Agrilus italicus
- Agrilus kubani
- Agrilus lacustris
- Agrilus laticornis
- Agrilus lecontei
- Agrilus lineola
- Agrilus liragus
- Agrilus macer
- Agrilus marozzinii
- Agrilus mastersi
- Agrilus melonii
- Agrilus nubeculosus
- Agrilus obscuricollis
- Agrilus olivicolor
- Agrilus otiosus
- Agrilus perrieri
- Agrilus pilosovittatus
- Agrilus pistaciophagus
- Agrilus politus
- Rotblauer Pappel-Prachtkäfer (Agrilus pratensis)
- Agrilus pratensis meridionalis
- Agrilus pretiosissimus
- Blauer Schmalprachtkäfer (Agrilus pseudocyaneus)
- Agrilus pulchellus
- Agrilus purpuratus
- Johannisbeer-Schmalprachtkäfer (Agrilus ribesi)
- Agrilus roscidus
- Agrilus ruficollis
- Agrilus rugatulus
- Spitzwinkliger Schmalprachtkäfer (Agrilus salicis)
- Agrilus schoutedeni
- Agrilus shasamboe
- Birnprachtkäfer, Blitzwurm oder Obstbaumprachtkäfer (Agrilus sinuatus)
- Agrilus solieri
- Agrilus somniculosus
- Agrilus squalus
- Goldgrüner Schmalprachtkäfer (Agrilus subauratus)
- Agrilus subazureus
- Agrilus subcurtulus
- Agrilus subnubilus
- Agrilus subrobustus
- Agrilus sulcatus
- Blaugrüner Eichenprachtkäfer (Agrilus sulcicollis)
- Suvorovs Schmalprachtkäfer (Agrilus suvorovi)
- Agrilus tempestivus
- Agrilus thoracicus
- Agrilus tibialis
- Agrilus torpedo
- Blaugrüner Schmalprachtkäfer (Agrilus viridicoerulans)
- Agrilus viridiobscurus
- Buchenprachtkäfer oder Laubholzprachtkäfer (Agrilus viridis)
- Agrilus viscivorus

Auswahl nichteuropäischer Arten:
- Asiatischer Eschenprachtkäfer (Agrilus planipennis)